# لويس إدواردو هيكس
لويس إدواردو هيكس (بالإسبانية: Luis Eduardo Hicks) (27 نوفمبر 1977 بتشيلي - ) هو لاعب كرة قدم تشيلي في مركز الوسط. لعب مع بي إس إم إس ميدان وهاوجانج يونايتد ووودلاندز ويلينغتون ويونيون إسبانيولا وMedan Chiefs ‏ وProvincial Osorno ‏ وMedan Jaya ‏ وPersikabo Bogor ‏ ورينجرز دي تالكا.

## وصلات خارجية
- لويس إدواردو هيكس على موقع Soccerway.com (الإنجليزية)